# The Yes Album
The Yes Album este al treilea album al trupei Britanice de rock progresiv, Yes. Este primul material al formației pe care se găsește chitaristul Steve Howe, atunci în vârstă de 24 de ani. Albumul a fost lansat prin Atlantic Records în februarie 1971 în Regatul Unit și o lună mai târziu în Statele Unite. A fost albumul cu care Yes s-a impus cu adevărat pe piața muzicală ajungând pe locul 4 în Regatul Unit și eventual pe 40 în SUA, unde a câștigat și disc de platină. A fost de asemenea ultimul album al grupului pe care a cântat claviaturistul Tony Kaye până la revenirea sa pe albumul 90125 din 1983. 
Jon Anderson este creditat ca John Anderson pe album. Însă în scurt timp acesta va renunța la "h"-ul din prenumele său. 
Pe coperta albumului, Tony Kaye are piciorul în ghips. Acesta fusese implicat într-un accident rutier cu puțin înainte ca poza să fie făcută.

## Tracklist
1. "Yours Is No Disgrace" (Jon Anderson/Chris Squire/Steve Howe/Tony Kaye/Bill Bruford) (9:41)
2. "Clap" (Howe) (3:17)
3. "Starship Trooper" (Anderson/Squire/Howe) (9:25)
4. "I've Seen All Good People" (Anderson/Squire) (6:56)
5. "A Venture" (Jon Anderson) (3:18)
6. "Perpetual Change" (Anderson/Squire) (8:54)

## Single
- "I've Seen All Good People: Your Move" (1971)

## Componență
- Jon Anderson - voce
- Bill Bruford - tobe, percuție
- Steve Howe - chitară electrică și acustică, Vachalia, voce
- Tony Kaye - pian, orgă, Moog sintetizator
- Chris Squire - chitară bas, voce